# Iglesia de la Natividad de Nuestra Señora (Berrícano)
La iglesia de la Natividad de Nuestra Señora es un edificio situado en el concejo español de Berrícano, en la provincia de Álava.

## Descripción
El edificio se encuentra en el concejo español de Berrícano, del municipio de Cigoitia, perteneciente a la provincia de Álava, en la comunidad autónoma del País Vasco. Se menciona como iglesia parroquial del lugar en el cuarto volumen del Diccionario geográfico-estadístico-histórico de España y sus posesiones de Ultramar de Pascual Madoz, donde aparece descrita con las siguientes palabras: «una parr. (Sta. Maria), servida por un cura beneficiado de provision del diocesano en concurso general». En el tomo de la Geografía general del País Vasco-Navarro dedicado a Álava y escrito por Vicente Vera y López, se dice lo siguiente: «Su parroquia es de categoría rural de segunda clase, dedicada á la Natividad de Nuestra Señora; pertenece al arciprestazgo de Cigoitia».